# Sipylus sphyrna
Sipylus sphyrna är en insektsart som beskrevs av Hayashi och Hideki Endo 1990. Sipylus sphyrna ingår i släktet Sipylus och familjen hornstritar. Inga underarter finns listade i Catalogue of Life.